# Trebisonda Valla

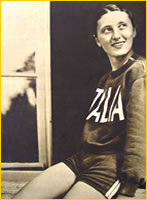
Trebisonda Valla

Trebisonda „Ondina“ Valla (* 20. Mai 1916 in Bologna; † 16. Oktober 2006 in L’Aquila) war eine italienische Leichtathletin und Olympiasiegerin im 80-Meter-Hürdenlauf.

## Leben
Trebisonda Valla wurde als erstes Mädchen nach vier Brüdern in Bologna geboren. Der in Italien unübliche Vorname ist wohl zurückzuführen auf die türkische Stadt Trabzon (ital. Trebisonda). Von Freunden und in der Familie wurde sie Ondina gerufen. Ihr Talent war schon als junges Mädchen erkannt worden und im Alter von 13 Jahren gehörte sie bereits zu den besten Athletinnen Italiens. Mit 14 Jahren wurde sie italienische Meisterin und in die Nationalmannschaft aufgenommen. 1931 gewann sie bei der Olimpiadi della Grazia in Florenz Silber über 80 Meter Hürden. Bei den Internationalen Studentenspielen 1933 siegte sie über 80 Meter Hürden, über 100 Meter sowie im Hochsprung und gewann Bronze im Weitsprung.
Ihren größten Erfolg feierte sie bei den Olympischen Spielen 1936 in Berlin. Im Halbfinale stellte sie mit 11,6 s einen neuen Weltrekord über 80 Meter Hürden auf. Dieser Weltrekord wurde offiziell anerkannt, obwohl ein unerlaubter Rückenwind von 2,8 m/s gemessen wurde. Das Finale gewann sie in 11,7 s vor der Deutschen Anni Steuer (Silber) und der Kanadierin Elizabeth Taylor (Bronze). Mit der italienischen In der 4-mal-100-Meter-Staffel belegte sie mit der italienischen Mannschaft in 48,7 s den vierten Platz.
Während ihrer Karriere verbesserte sie 35-mal italienische Rekorde in der Leichtathletik und stellte außerdem  noch 13-mal Rekorde ein. Auch wenn sie nicht dem Frauenideal des Faschismus entsprach, so diente sie doch der Propaganda, da sie die Überlegenheit der italienischen Rasse zu demonstrieren schien.

## Persönliche Bestleistungen
- 100 m: 12,5 s, 6. August 1935, Bologna
- 80 m Hürden: 11,6 s, 21. Juli 1940, Florenz
- Hochsprung: 1,56 m, 5. September 1936, Bologna
- Weitsprung: 5,39 m, 11. August 1935, Bologna